# Nowosielica (rejon doliński)
Nowosielica (ukr. Новоселиця) – wieś na Ukrainie, w  obwodzie iwanofrankiwskim, w rejonie dolińskim.

## Urodzeni
- Bogdan Loebl